# Baljen
Baljen (Servisch cyrillisch: Баљен) is een plaats in de Servische gemeente Tutin. De plaats telt 72 inwoners (2002) in 16 huishoudens. De gemiddelde huishoudgrootte is 4,5 personen. 
De gemiddelde leeftijd in het dorp Baljen is 31 jaar. De meeste inwoners zijn etnische Bosniakken. 